# Museu Fournier de Naipes
El Museu Fournier de Naipes d'Àlaba està dedicat a la conservació, valoració, estudi i exposició de naips, de tot el món i de tots els temps, amb la finalitat d'atendre l'interès del públic i d'investigadors, estudiosos i col·leccionistes.
El museu va ser fundat per Félix Alfaro Fournier i està situat en el Palau de Bendaña en el casc medieval de Vitòria, província d'Àlaba (País Basc). La seva col·lecció mostra l'evolució de la fabricació i de la temàtica dels naips en diferents països (encara que predominen els naips espanyols) i inclou naips des del segle xv, de temes que abasten la història, l'art, la mitologia, l'adivinació, la música, l'erotisme i la tauromàquia.

## Història

### Inici de la col·lecció
En 1870, Heraclio Fournier es va traslladar de Burgos a Vitòria per establir la seva empresa de fabricació de naips. L'any 1916, el seu net Félix Alfaro Fournier li va succeir com a director de l'empresa. Inspirat pel Museu de Naips de Bielefeld, a Alemanya, Félix Alfaro Fournier va començar la seva pròpia col·lecció de naips que amb el temps constituiria l'origen de l'actual Museu Fournier de Naips d'Àlaba amb dues baralles espanyoles fabricades la una a Madrid per Josef de Monjardín l'any 1815, i l'altra per J.J. Maciá a Barcelona l'any 1830.
La col·lecció s'estén a partir de les seves adquisicions de jocs de naips durant viatges dins o fora d'Espanya i mitjançant donacions de particulars, incloent col·leccionistes i altres fabricants de naips de nombrosos països col·legues de Félix Alfaro. Amb l'adquisició de la col·lecció de l'empresa de naips Thomas de la Rue la col·lecció aconsegueix importància mundial. A aquestes se sumen les baralles oposades en els magatzems de les empreses naiperes que, en la dècada 1930-1940, són adquirides per l'empresa de Vitòria.

### Fundació del museu
L'any 1984 la col·lecció, que constava de més de tres mil baralles, és adquirida per la Diputació Foral d'Àlaba que funda el museu i estén la col·lecció amb noves adquisicions i donacions fins a aconseguir més de 20.000 exemplars l'any 2012.

## Localització
Des del 22 de setembre de 1994 el museu està situat en el Palau de Bendaña, un palau renaixentista, que va ser erigit l'any 1525 per Juan López d'Arrieta, en un solar ocupat prèviament per una torre defensiva erigida pels Maestu, i de la qual es conserven algunes restes. La façana manté l'aspecte d'una casa medieval fortificada malgrat la introducció d'elements decoratius del gòtic tardà. L'edifici està format per un cos principal de tres plantes i un altre de dues, i un pati decorat amb elements renaixentistes.
La restauració de l'edifici ha estat exhaustiva i específicament destinada a albergar els fons del Museu Fournier de Naips d'Àlaba. Per a això es va establir una circulació anul·lar en les seves plantes destinades a exposició, dedicant altres espais a l'adreça, dipòsit de fons, sales de recerca, biblioteca, àrees de treball, sala de conferències, etc.

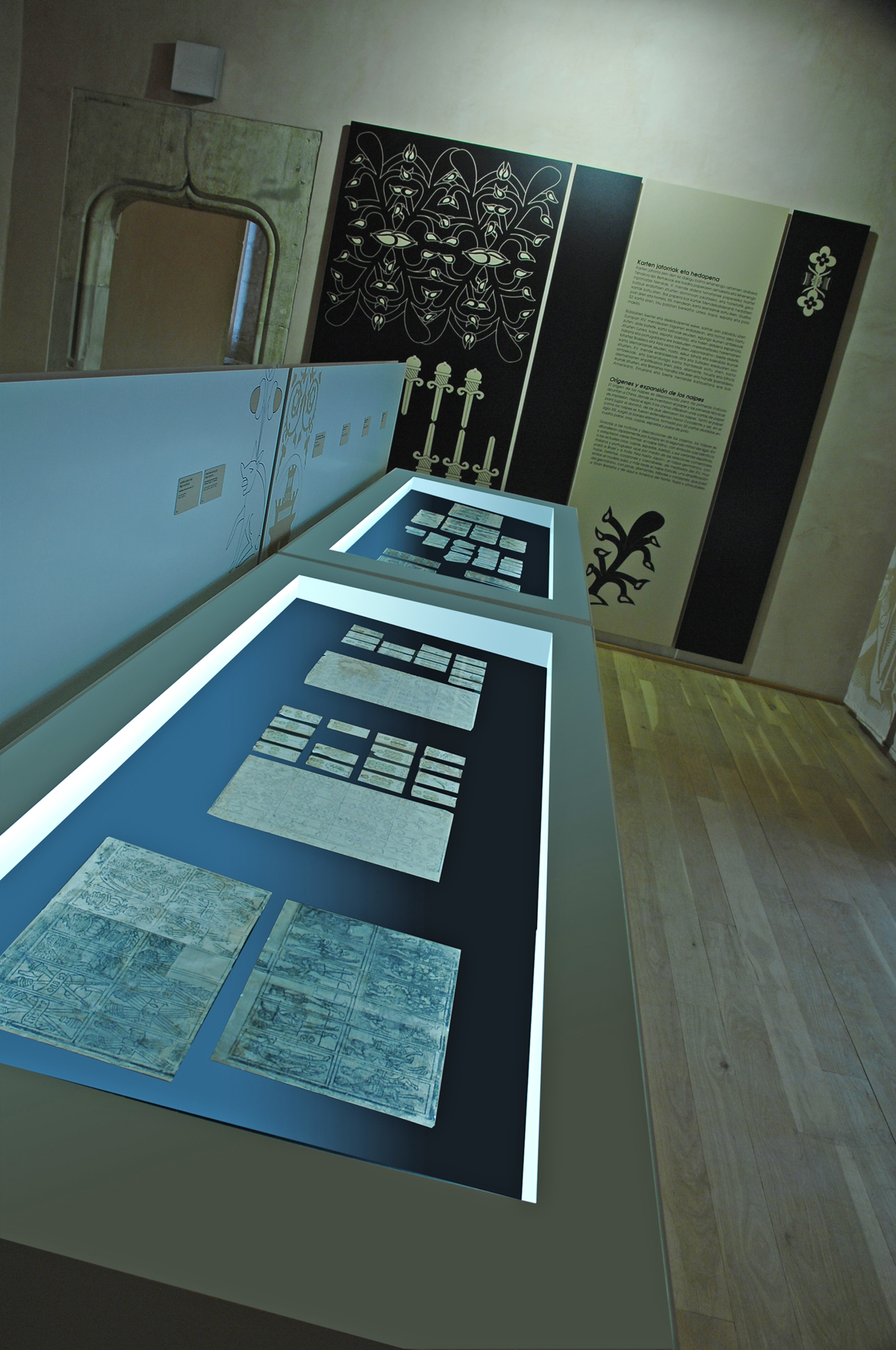
Museu Fournier de Naipes. Sala d'exposició

## Fons del museu
Entre els fons de la col·lecció destaquen alguns exemplars com un plec amb tres figures imprès en xilografia en l'Alt Rhin cap a 1460; diverses cartes d'un tarot milanès del segle xv pintat a mà sobre pergamí i làmina d'or; un joc amb flors de seda procedent de França; un altre peruà en plata; i la baralla més antiga, de possible origen provençal. Es poden observar baralles de tots els temps i continents, de formes, materials i temes variats: història, geografia, costums, música, màgia, literatura, etc. Entre les cartes de temes satírics destaquen les cartes polítiques del segle xix que mostren a personatges polítics tals com Cánovas, Sagasta, Prim o el Duc de Monpensier.
La col·lecció de naips es complementa amb una mostra de la història de les arts gràfiques. A través de l'evolució del procés d'impressió i fabricació de naips, s'assenyalen els procediments -manuals i industrials- empleats des del segle xv a l'actualitat, des de planxes xilográfiques fins a l'offset.
Amb diferent periodicitat, es realitzen exposicions temporals sobre dierents temes, a fi de mostrar fons normalment no exposats, o de recent adquisició. Existeix a més una biblioteca especialitzada orientada a investigadors i col·leccionistes.

Museu Fournier de Naipes. Sala d'exposició